# Lista baretek odznaczeń (organizacje międzynarodowe)
Lista baretek odznaczeń – spis baretek odznaczeń nadawanych przez organizacje międzynarodowe.

## Międzynarodowa Organizacja Frankofonii
| Baretka | Nazwa         |
| ------- | ------------- |
|         | Order Plejady |

## Międzynarodowy Związek Kozaków
| Baretka | Nazwa                              |
| ------- | ---------------------------------- |
|         | Order Gwiazda Kozackiej Chwały     |
|         | Order Wierności Kozackiej Tradycji |

## NATO
| Baretka | Nazwa                                                                 |
| ------- | --------------------------------------------------------------------- |
|         | Jack B. Cameron Award                                                 |
|         | Medal Chwalebnej Służby NATO (NATO Meritorious Service Medal)         |
|         | Medal NATO za misje w byłej Jugosławii (IFOR i SFOR)                  |
|         | Medal NATO za misję w Kosowie (KFOR)                                  |
|         | Medal NATO za misję w Macedonii                                       |
|         | Medal NATO za operację Eagle Assist                                   |
|         | Medal NATO za misje na Bałkanach                                      |
|         | Medal NATO za misje na Bałkanach (wzór: od 2011)                      |
|         | Medal NATO za operację Active Endeavour                               |
|         | Medal NATO za operację Active Endeavour (wzór: od 2011)               |
|         | Medal NATO za misję w Afganistanie (ISAF)                             |
|         | Medal NATO za misję w Afganistanie (ISAF; wzór: od 2011)              |
|         | Medal NATO za misję Resolute Support w Afganistanie                   |
|         | Medal NATO za misje przeciwko piratom somalijskim                     |
|         | Medal NATO za wsparcie logistyczne misji pokojowych w Darfurze (AMIS) |
|         | Medal NATO za Misję Szkoleniową NATO w Iraku (NTM-I)                  |
|         | Medal NATO za misję usuwania skutków trzęsienia ziemi w Pakistanie    |
|         | Medal NATO za operację Unified Protector                              |
|         | Medal NATO za operację Sea Guardian                                   |
|         | Medal NATO za misję w Iraku (NMI)                                     |
|         | Medal NATO z klamrą "VIGILANCE"                                       |

## Organizacja Narodów Zjednoczonych
| Baretka | Nazwa                                                      |
| ------- | ---------------------------------------------------------- |
|         | United Nations Korea Medal                                 |
|         | Medal ONZ w Służbie Pokoju UNDOF                           |
|         | Medal ONZ w Służbie Pokoju UNEF I                          |
|         | Medal ONZ w Służbie Pokoju UNEF II                         |
|         | Medal ONZ w Służbie Pokoju UNIKOM                          |
|         | Medal ONZ w Służbie Pokoju UNPROFOR (oraz UNCRO)           |
|         | Medal ONZ w Służbie Pokoju UNPREDEP                        |
|         | Medal ONZ w Służbie Pokoju MINURCA                         |
|         | Medal ONZ w Służbie Pokoju MINURCAT                        |
|         | Medal ONZ w Służbie Pokoju MINURSO                         |
|         | Medal ONZ w Służbie Pokoju za misje na Haiti (m.in. UNMIH) |
|         | Medal ONZ w Służbie Pokoju MONUC                           |
|         | Medal ONZ w Służbie Pokoju ONUB                            |
|         | Medal ONZ w Służbie Pokoju UNAMIR                          |
|         | Medal ONZ w Służbie Pokoju UNFICYP                         |
|         | Medal ONZ w Służbie Pokoju UNIFIL                          |
|         | Medal ONZ w Służbie Pokoju UNMEE                           |
|         | Medal ONZ w Służbie Pokoju UNMIS                           |
|         | Medal ONZ w Służbie Pokoju UNMIK                           |
|         | Medal ONZ w Służbie Pokoju UNMIT                           |
|         | Medal ONZ w Służbie Pokoju UNOMIG                          |
|         | Medal ONZ w Służbie Pokoju UNOMIL                          |
|         | Medal ONZ w Służbie Pokoju UNPSG                           |
|         | Medal ONZ w Służbie Pokoju UNTSO                           |
|         | Medal ONZ w Służbie Pokoju UNOMUR                          |
|         | Medal ONZ w Służbie Pokoju UNOSOM I i UNOSOM II            |
|         | Medal ONZ w Służbie Pokoju UNOMSIL (oraz UNAMSIL)          |

## Unia Europejska
Poza medalami "za udział" w operacji/misji (ang. "operations medal") ze wstążką zawierającą pas żółty pośrodku, przyznawane są takie same medale "za wsparcie" operacji/misji ("staff medal") ze wstążką zawierającą pas biały zamiast żółtego; a także "za Wybitnie Zaszczytną Służbę" ("for Extraordinary Meritorious Service") ze wstążką zawierającą pas czerwony zamiast żółtego.
| Baretka | Nazwa                                                                     |
| ------- | ------------------------------------------------------------------------- |
|         | EUROGENDFOR Service Medal (Europejskie Siły Żandarmerii)                  |
|         | Medal za misję ECMM w byłej Jugosławii (1991-2000)                        |
|         | Medal za misję EUMM w byłej Jugosławii (od 2000)                          |
|         | Medal za misję EUMM Gruzja (od 2008)                                      |
|         | Medal ESDP / CSDP – baretka ogólna "za udział"                            |
|         | Medal ESDP / CSDP – baretka ogólna "za wsparcie"                          |
|         | Medal ESDP / CSDP – baretka ogólna "za Wybitnie Zaszczytną Służbę"        |
|         | Medal ESDP za misję EUFOR ALTHEA                                          |
|         | Medal ESDP za Operację ARTEMIS                                            |
|         | Medal ESDP za operację EUFOR CONCORDIA                                    |
|         | Medal ESDP za misję EUPM w Bośni i Hercegowinie                           |
|         | Medal ESDP za misję EUBAM na przejściu granicznym w Rafah                 |
|         | Medal CSDP za misję EUBAM Libya                                           |
|         | Medal ESDP za morską Operację ATALANTA                                    |
|         | Medal CSDP za morską Operację ATALANTA (wariant 2.)                       |
|         | Medal CSDP za morską Operację SOPHIA                                      |
|         | Medal CSDP za morską Operację SOPHIA (wersja sztabowa)                    |
|         | Medal CSDP za Wybitnie Zaszczytną Służbę w morskiej Operacji SOPHIA       |
|         | Medal CSDP za morską Operację IRINI                                       |
|         | Medal CSDP za morską Operację IRINI (wersja sztabowa)                     |
|         | Medal CSDP za morską Operację ASPIDES                                     |
|         | Medal CSDP za morską Operację ASPIDES (wersja sztabowa)                   |
|         | Medal ESDP za misję EUFOR w Demokratycznej Republice Konga (2006)         |
|         | Medal ESDP za misję EUFOR w Czadzie i Rep. Środkowoafrykańskiej (2007-09) |
|         | Medal CSDP za misję EUFOR w Republice Środkowoafrykańskiej (2014-15)      |
|         | Medal CSDP za misję EUMAM w Republice Środkowoafrykańskiej (2015-16)      |
|         | Medal CSDP za misję EUTM w Republice Środkowoafrykańskiej (od 2016)       |
|         | Medal CSDP za misję EUAM w Republice Środkowoafrykańskiej (od 2019)       |
|         | Medal ESDP za misję EULEX Kosowo                                          |
|         | Medal ESDP za misję EUPOL w Afganistanie                                  |
|         | Medal ESDP za misję EUPOL PROXIMA                                         |
|         | Medal ESDP za misję EUSEC w Demokratycznej Republice Konga                |
|         | Medal CSDP za misję EUCAP NESTOR w Rogu Afryki                            |
|         | Medal CSDP za misję EUTM SOMALIA na terenie Ugandy (wariant 1.)           |
|         | Medal CSDP za misję EUTM SOMALIA na terenie Ugandy (wariant 2.)           |
|         | Medal CSDP za misję EUTM Mali                                             |
|         | Medal CSDP za Wybitnie Zaszczytną Służbę w misji EUTM Mali                |
|         | Medal CSDP za misję EUAVSEC SOUTH SUDAN w Sudanie Południowym             |
|         | Medal CSDP za misję EUAM Iraq                                             |
|         | Medal CSDP za misję EUAM Ukraine                                          |
|         | Medal CSDP za misję EUMAM Ukraine                                         |
|         | Medal CSDP za misję EUMA                                                  |

## Rycerski i Szpitalny Zakon Świętego Łazarza z Jerozolimy
| Baretka | Nazwa                                                   |
| ------- | ------------------------------------------------------- |
|         | Krzyż Rycerza z gwiazdą OSLJ (KCLJ)                     |
|         | Krzyż Rycerza OSLJ (KLJ)                                |
|         | Krzyż Komandora OSLJ (CLJ)                              |
|         | Krzyż Oficera OSLJ (OLJ)                                |
|         | Krzyż Członka OSLJ (MLJ)                                |
|         | Krzyż Członka Towarzystwa Zasługi OSLJ (baretka ogólna) |
|         | Krzyż Członka Towarzystwa Donatów OSLJ                  |
|         | Crusader‘s Medal OSLJ                                   |
|         | Komtur Ehrenkreuz des CSLI                              |
|         | Großes CSLI Ehrenkreuz in Gold                          |
|         | Großes CSLI Ehrenkreuz in Silber                        |
|         | Großes CSLI Ehrenkreuz in Bronze                        |
|         | CSLI Ehrenkreuz in Gold                                 |
|         | CSLI Ehrenkreuz in Silber                               |
|         | CSLI Ehrenkreuz in Bronze                               |